# Польская Русь

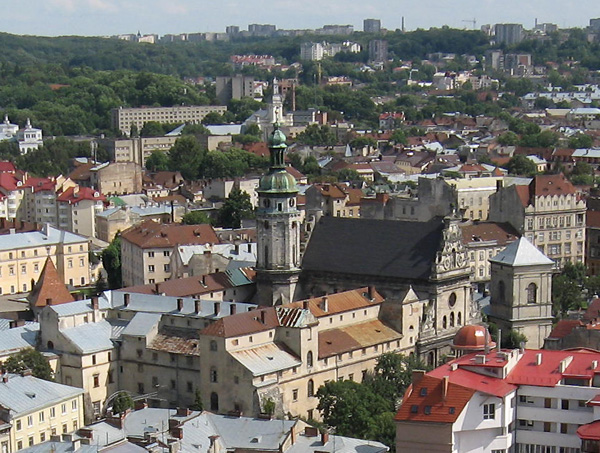
Костёл Святого Михаила и монастырь бернардинцев во Львове

По́льская Русь (пол. Ruś polska или Ruś Koronna) — земли Руси под властью Польского королевства (после образования Речи Посполитой в 1569 году — Короны Королевства Польского). Вместе с Литовской Русью и другими русскими землями, попавшими под власть соседних государств (Буковиной и Закарпатьем), Польскую Русь принято относить к Западной Руси. Русские земли, принадлежавшие Польской короне, отличались специфическими общественно-правовыми реалиями и историческими процессами. В административном плане они были прикреплены к Малопольской провинции и делились на ряд воеводств.

## Территориальный охват

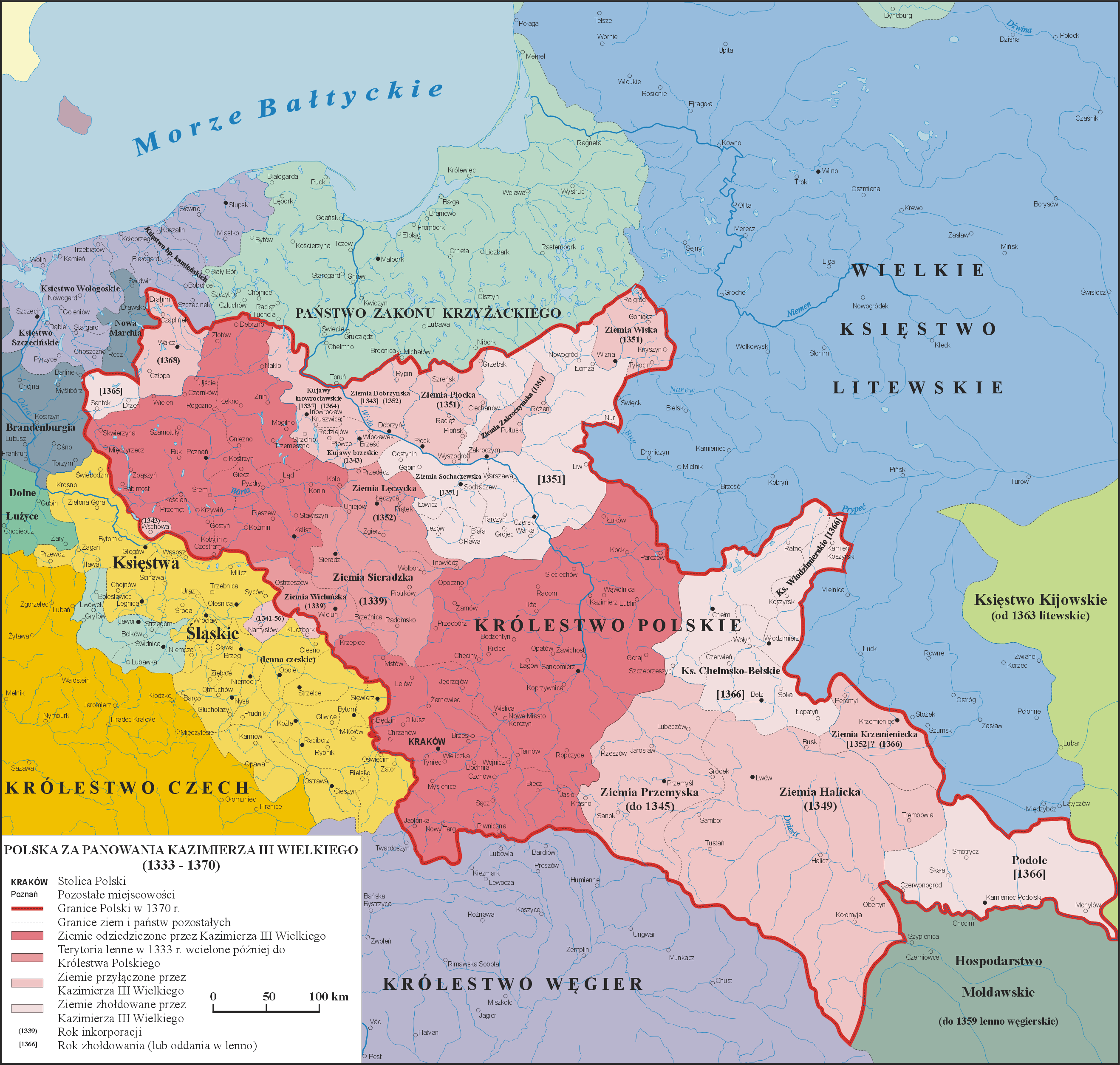
Расширение территории Польского королевства до 1370 года

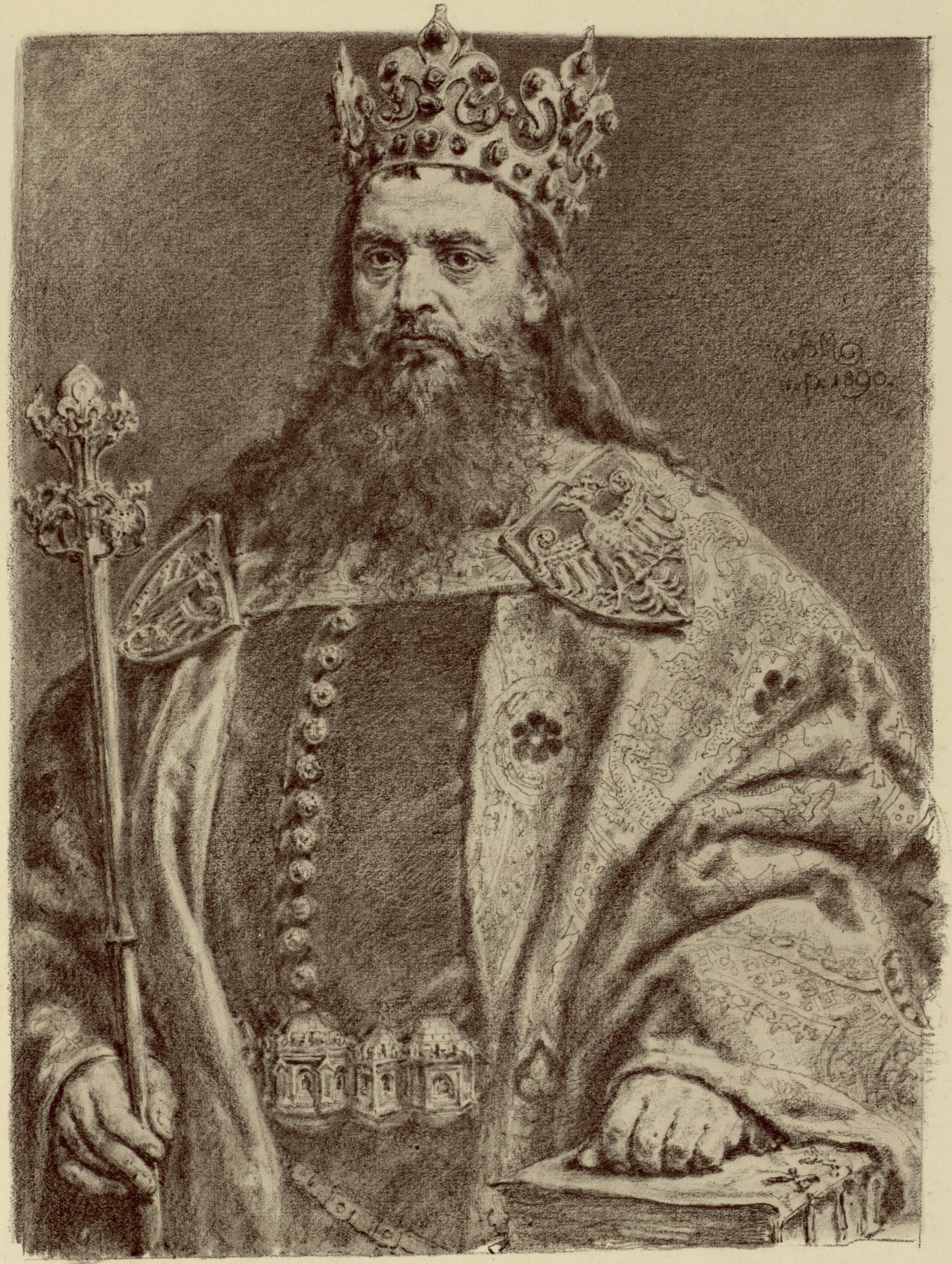
Портрет польского короля Казимира III работы Яна Матейко

Начало польскому захвату русских земель положил король Казимир III в 1340-х годах. Ещё при жизни последнего галицко-волынского князя Юрия II Болеслава Казимир III заключил с ним договор, согласно которому получал право на титул «короля Руси» в случае бездетной смерти князя. Вскоре Юрий II Болеслав пал жертвой загадочного отравления. Уже спустя девять дней после этого события войска Казимира III вошли во Львов. Как писал историк Леонтий Войтович, для подготовки такого похода в те времена были необходимы несколько месяцев. Поляки были изгнаны из Львова, однако покорили до 1345 года Перемышльскую землю. Затем был организован большой поход на южные земли Галицко-Волынского княжества. Овладев Львовом, а также Галичем и другими городами, Казимир участвовал в войне за галицко-волынское наследство с Великим княжеством Литовским. Польшей были заняты части Подолья и Волыни с Владимиром-Волынским. По итогам войны Галицкая земля, Западное Подолье и часть Волыни (с городами Белзом и Холмом) остались за Польшей. На этой территории были созданы Русское, Белзское и Подольское воеводства. Несмотря на переход под власть Польши, данные земли ещё некоторое время продолжали выплачивать ордынский выход. Так, в булле 1357 года, адресованной Казимиру III, папа Иннокентий  VI упрекал его в том, что с отнятых у «схизматиков» земель тот уплачивает дань «татарскому королю».
Польские монархи рассматривали титул «короля Руси» как свою законную собственность, включив его в своей расширенный титул. В XV веке в результате давления на Великое княжество Литовское к Польше отошло западное Подолье. По результатам Люблинской унии 1569 года под власть Короны перешли обширные территории Литовской Руси. Среди них были Подляшье, Волынь, восточное Подолье и Среднее Поднепровье. В 1610—1654 годах власть Польши распространялась и на Чернигово-Северскую землю, отнятую у Русского царства.

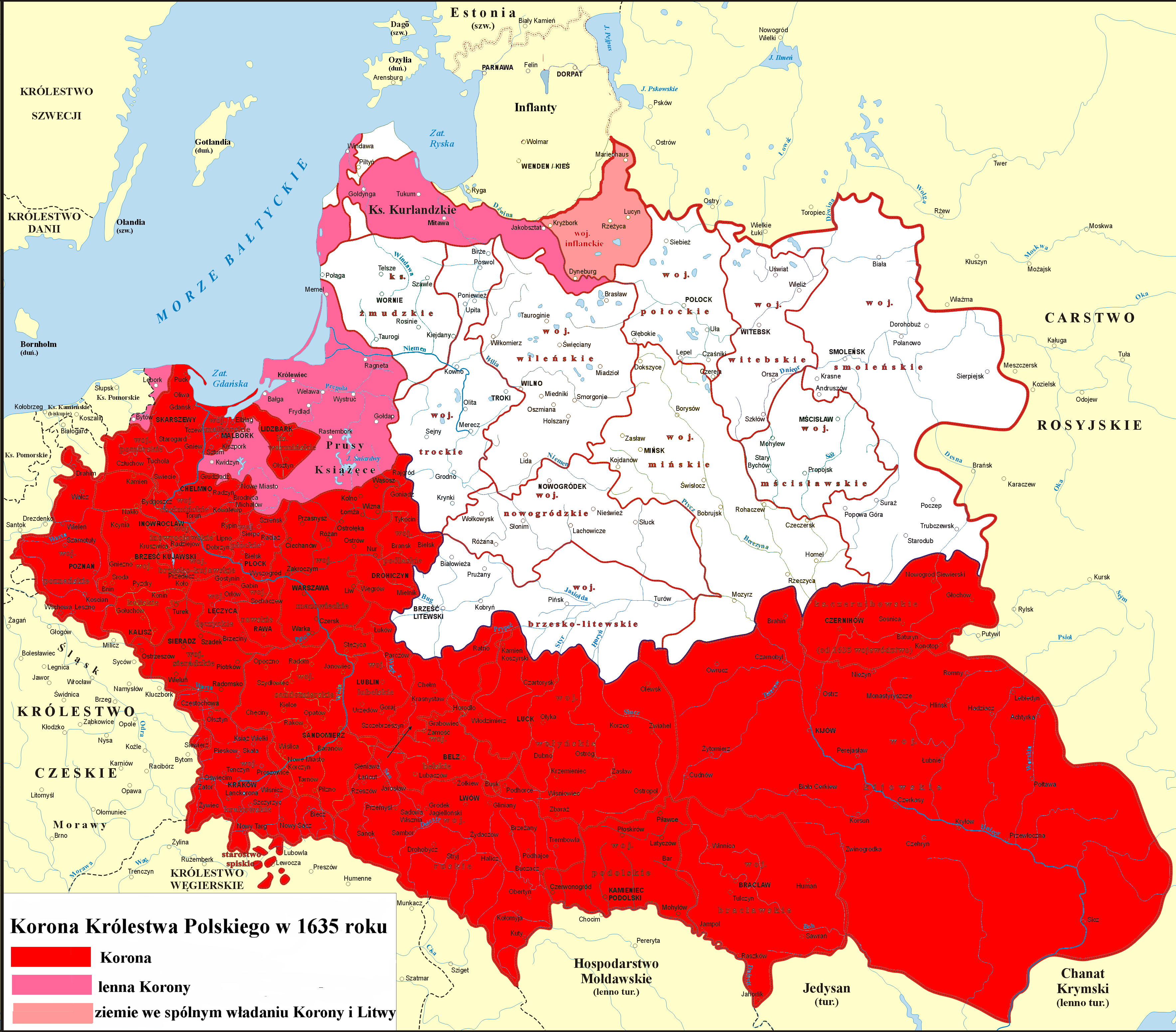
Красным цветом изображены земли Короны Королевства Польского (1635 год), на 2/3 состоявшие из русских земель

Территория Польской Руси начала уменьшаться в связи с восстанием Хмельницкого, русско-польской войной 1654—1667 годов и Андрусовским перемирием, по которому вся Левобережная Гетманщина вместе с Киевом перешла в подданство России. В ходе русско-польской войны и гражданской войны в Гетманщине, известной как Руина, имел место эпизод, когда переметнувшийся на сторону польского короля гетман Выговский добивался создания Великого княжества Русского как третьей составляющей Речи Посполитой, однако этому проекту из-за сопротивления Сейма и самого русского населения так и не суждено было реализоваться. Подавляющая часть оставшихся после Андрусовского перемирия под польской властью земель Руси вошла в состав Российской империи по результатам разделов Речи Посполитой в конце XVIII века. Исключением являлась Галиция, ставшая частью Австро-Венгрии. В наше время вновь образованная Польша сохраняет за собой ряд земель исторической Руси к западу от линии Керзона (Подляшье, Холмщина, земли Подкарпатского воеводства), хотя в результате ряда депортационных акций, таких как операция «Висла», на них почти не осталось восточнославянского населения.

### Воеводства
| Герб | Воеводство              | Воеводский город   | Образование | Число поветов | Территория, км² |
| ---- | ----------------------- | ------------------ | ----------- | ------------- | --------------- |
|      | Белзское воеводство     | Белз               | 1462        | 4             | 9000            |
|      | Брацлавское воеводство  | Брацлав            | 1569        | 2             | 31 500          |
|      | Волынское воеводство    | Луцк               | 1569        | 3             | 38 000          |
|      | Киевское воеводство     | Киев               | 1471        | 3             | 200 000         |
|      | Подляское воеводство    | Дрогичин           | 1513        | 3             |                 |
|      | Подольское воеводство   | Каменец-Подольский | 1434        | 3             | 17 750          |
|      | Русское воеводство      | Львов              | 1434        | 13            | 83 000          |
|      | Черниговское воеводство | Чернигов           | 1635        | 2             |                 |

## Ассимиляционное давление

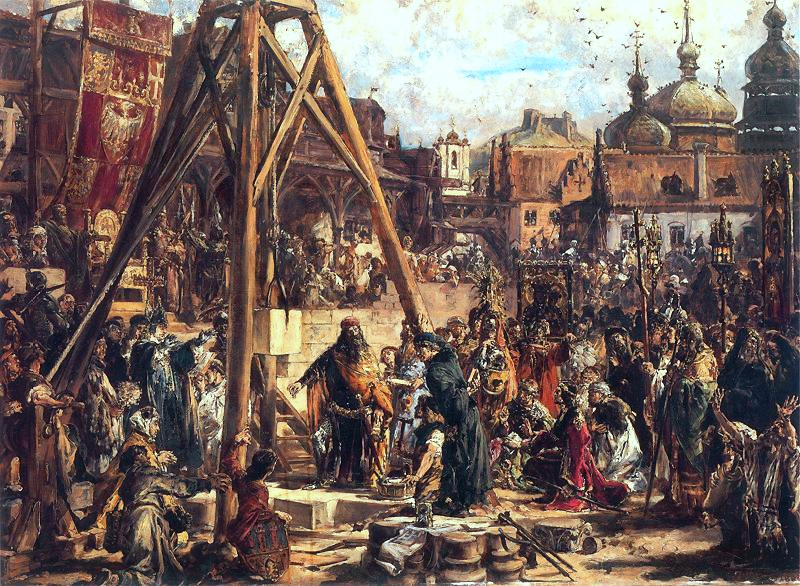
«Повторное завоевание Руси». Картина Яна Матейко (1888). Изображена закладка католического собора во Львове Казимиром III.

На землях Польской Руси с первых лет началась целенаправленная политика по распространению государственной религии — католицизма. Создание католических церковных структур подкреплялось их наделением значительными земельными владениями. Пришлая польская шляхта также получала крупные земельные наделы и быстро обрела благодаря этому господствующее положение в обществе. Велась целенаправленная «антисхизматическая» политика по привлечению немецких и других колонистов, призванная создать противовес традиционному русскому православному большинству населения.
В составе Польского королевства православные русины находились в подчинённом, неравноправном положении, сталкиваясь в городах, таких как Львов, с целым рядом ограничений и запретов. Они не могли свободно селиться по всему городу, для них была закрыта возможность входить в состав городского совета и занимать городские должности. Существовала дискриминация в торгово-ремесленной сфере, где русинов не брали в ряд цехов либо не давали становиться мастерами и занимать «старшие должности». Русины были, в отличие от других меньшинств, таких как армяне и евреи, лишены собственных органов самоуправления и суда, подлежав юрисдикции органов, созданных польско-немецким населением без их участия. Отказ русинам в правах мотивировался тем, что они являются «схизматиками». В таких условиях социальное и религиозное противостояние принимало этнический характер и приводило в русской среде к острому ощущению антагонизма и борьбы двух народов — «коренного» русского и «пришлого» польского.
Вне городов традиционное русское право в рамках самоуправляющихся общин, продолжавших традицию древнерусской верви, продолжало действовать несколько дольше, но постепенно вводились институты польского права. Под давлением шляхетских владений русская община теряла самоуправление. Публичное русское право было ликвидировано полностью со введением в Галиции польской системы судов в 1506 году.

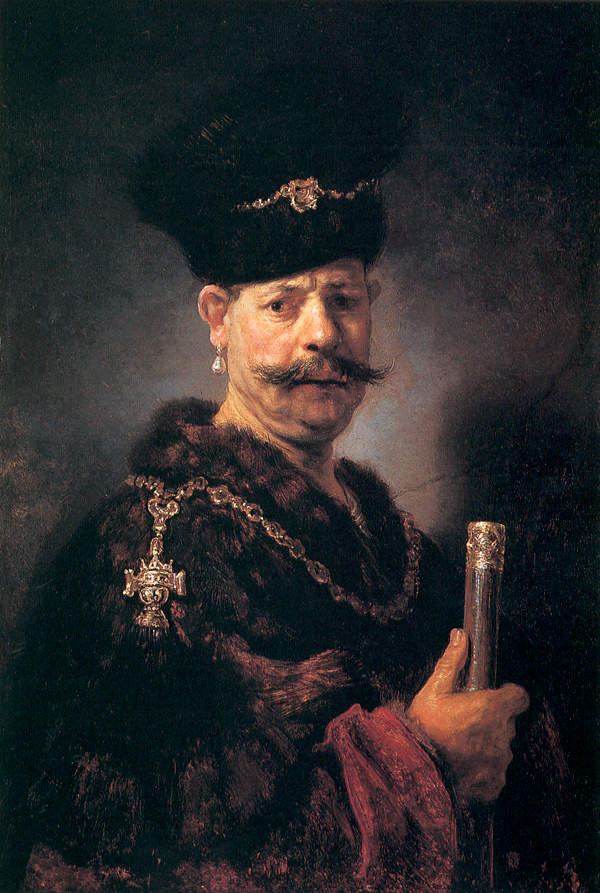
Рембрант. Польский шляхтич, 1637 год.

Жёсткая польская политика в вопросе вероисповедания в разные эпохи влияла на правовые реалии в Литовской Руси, переживавшей периоды ужесточения дискриминации православных по польскому образцу или её смягчения в зависимости от политической конъюнктуры.
После заключения польско-литовской Люблинской унии и образования Речи Посполитой, в подчинение Короны перешли обширные земли Волыни, Подолья и среднего Поднепровья. Дискриминационное законодательство в отношении православного населения повлекло за собой постепенную полонизацию и окатоличивание значительной части южнорусской знати, что отражено в таких произведениях как «Пересторога». Король раздавал польским шляхтичам обширные владения на новоприобретённых землях, те в свою очередь установили жестокий социальный и религиозный гнёт. Французский инженер Боплан, оставивший в XVII веке описание этих краёв, писал, что «сеньоры пользуются безграничной властью не только над имуществом, но также и над жизнью людей. Столь велика свобода польской знати (которая живет словно в раю, а крестьяне пребывают как бы в чистилище), что крестьяне оказываются в положении гораздо худшем, нежели каторжники на галерах».
Подобное положение дел приводило к массовому уходу населения в запорожские казаки и целому ряду антипольских и антифеодальных восстаний. Большой ущерб населению Польской Руси нанесли целенаправленные действия участников антипольского восстания Хмельницкого. На территориях, охваченных восстанием, сильно сократилось количество еврейских общин. Многие евреи погибли в результате восстания, тогдашнее еврейское население собственно современной Украины оценивается некоторыми исследователями приблизительно в 50-60 тысяч человек. Из них 30-35 тыс. погибли или покинули территорию Украины.
Православные, не принявшие Брестскую унию 1596 года, назывались дизунитами и на коронных землях находились вне закона. Их существование предусматривалось только в рамках новообразованной Русской униатской церкви, которой передавались все основные храмы и монастыри. Острая борьба униатов и православных, продлившаяся три с половиной десятилетия, привела в 1630-х годах к временной победе последних, когда с интронизацией митрополита Петра Могилы на Киевской митрополичьей кафедре православная церковь была вновь легализована и получила право иметь четырёх епископов. Однако этот период продолжался недолго.
После перехода Левобережной Гетманщины и Киева в подданство Русского царства, Речь Посполитая сохранила за собой земли Правобережной Гетманщины и Галиции. Гетманский устрой был упразднён на Правобережье уже в конце XVII века, тогда же был издан запрет на использование западнорусского языка в делопроизводстве. В вопросе вероисповедания власти вновь перешли к политике давления и всячески пытались склонить существующие православные епархии к переходу в унию, в чём преуспели к началу XVIII века. Большинство западнорусских православных братств было закрыто или переведено в унию. Продолжились кровавые народные восстания (гайдамаки, Колиивщина) против господства польской шляхты, которая запирала путь в верхи общества неополяченному восточнославянскому населению.

Польская Русь в середине XVIII века
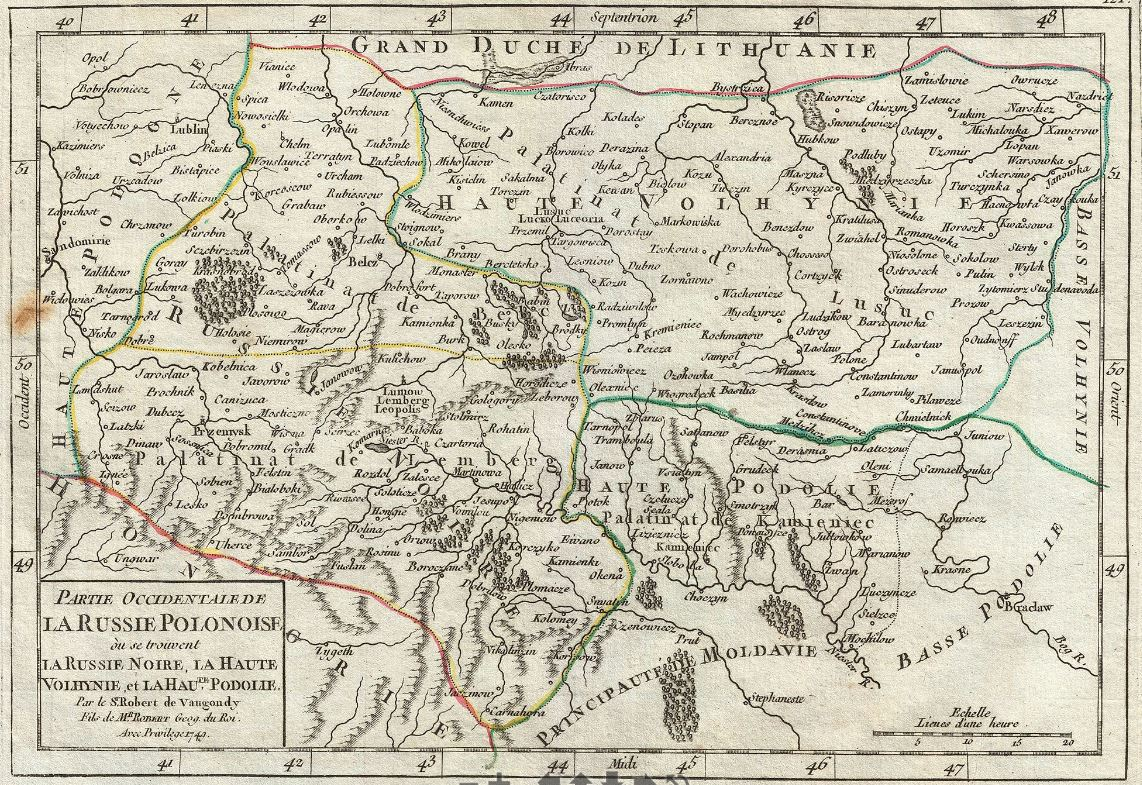
«Западная часть Польской Руси, где расположены Чёрная Русь, Верхняя Волынь и Верхнее Подолье» («Partie occidentale de la Russie Polonoise, où se trouvent la Russie Noire, la Haute Volhynie et la Haute Podolie»), Дидье Робер де Вогонди, 1749 год.
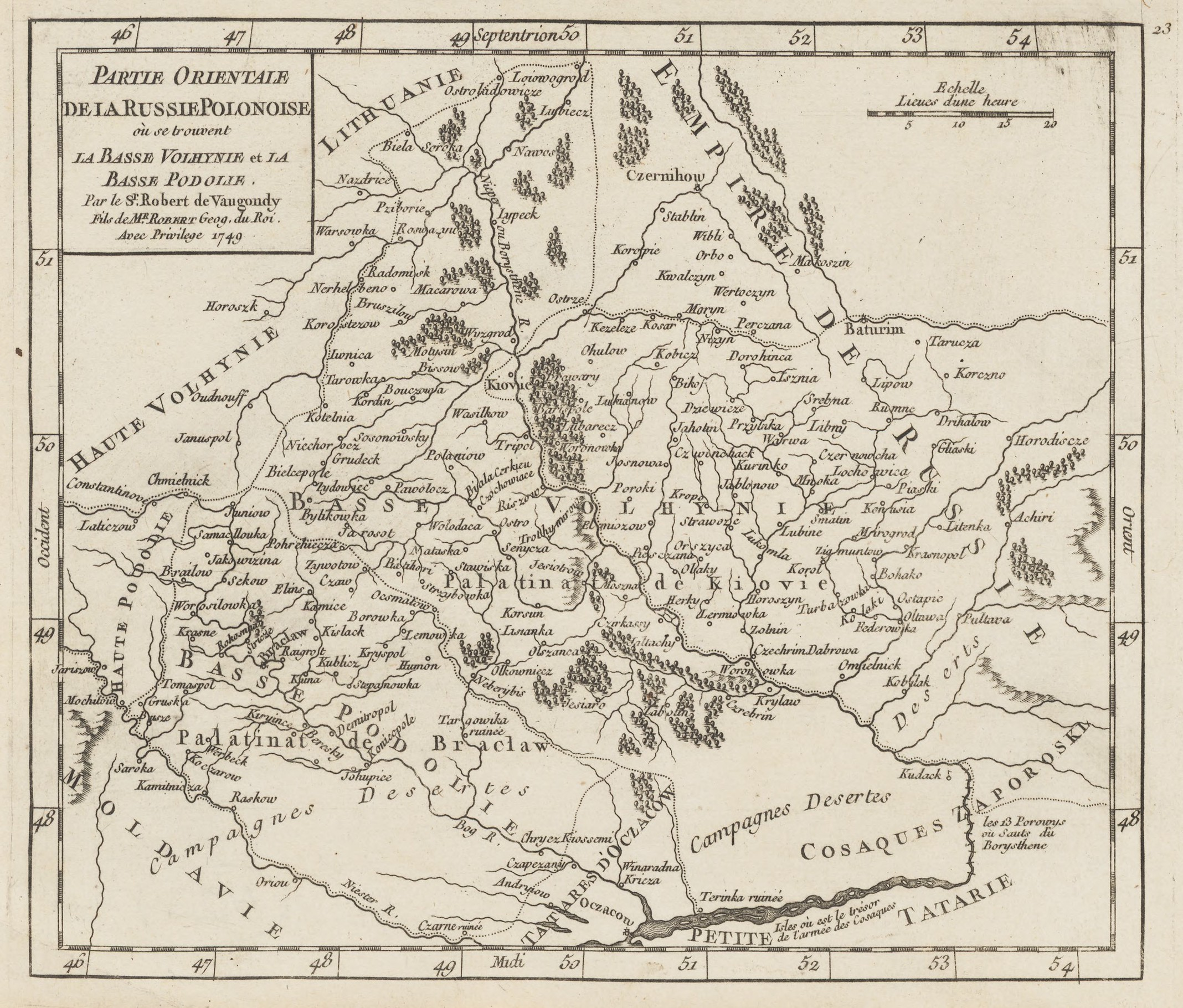
«Восточная часть Польской Руси, где расположены Нижняя Волынь и Нижнее Подолье» («Partie orientale de la Russie Polonoise, où se trouvent la Basse Volhynie et la Basse Podolie»), Дидье Робер де Вогонди, 1749 год.

## Легитимизационные концепции власти над Русью

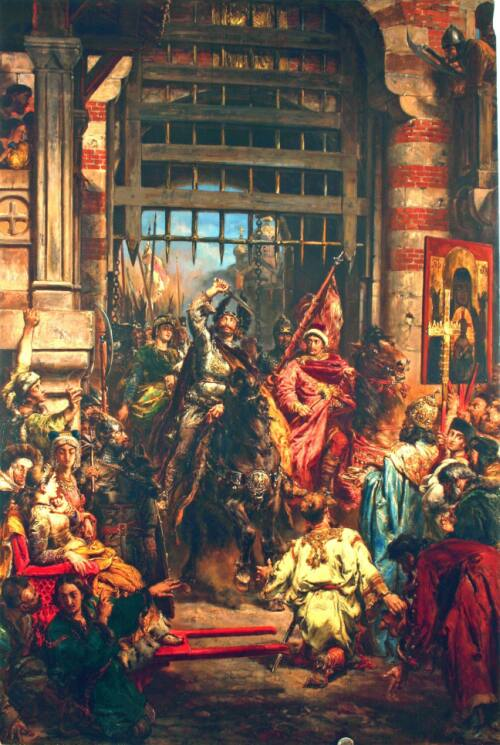
Болеслав Храбрый ударяет мечом Щербецом по Золотым воротам Киева (картина Яна Матейко)

На первом этапе польская сторона легитимировала власть над Русью «законным правом» на домен «короля Руси», будто бы унаследованный Казимиром III от галицко-волынского князя Юрия II Болеслава. В дальнейшем польские авторы и историки, отражая внешнеполитические цели и задачи польских правящих элит, создали целый ряд сочинений, призванных исторически обосновать политическое господство польского государства и союзной ему Литвы на западных русских землях, а также убедить европейцев в важности внешнеполитической миссии Польши на востоке Европы. Так, в частности, Ян Длугош через племя полян пытался доказать польское происхождение Древнерусского государства, а также всячески подчёркивал неспособность русских князей к управлению государством, чем оправдывал экспансию Польши на Русь. Русские князья при этом изображались как слабые правители и наделялись преимущественно негативными характеристиками. Для создания картины польского доминирования в русско-польских отношениях древнерусской эпохи Длугош тенденциозно подбирал реляции о действительно имевших место событиях, сочетая их с авторским вымыслом. Мартин Кромер отрицательно оценивал крещение Руси по византийскому обряду, сожалея о «недостаточном внимании» к Руси западных миссионеров. В результате этого русские земли были потеряны для «латинской» церкви и находятся, по его словам, в «схизматическом» православии, что требует исправления.
Особое место в построениях польских авторов занимало разделение населения Руси на «русинов» и «московитов», при этом последним отказывалось в связях с традициями древнерусской государственности, каких-либо правах на её преемственность и политику объединения русских земель. В подкрепление этой концепции использовались различные этнонимические и этногенетические легенды. Кромер, Бельский и Стрыйковский выводили русинов из древнего племени роксолан (сарматов), также существовала версия о братьях Лехе, Чехе и Русе. Этноним «московиты» производился от древнего народа мосхов, либо связывался с ветхозаветным Мосохом. Таким образом, «русский» и «московский» народы включались в разные генеалогии, что усиливало политически ангажированный тезис их «инородности» друг другу, востребованный в эпоху русско-польских войн, борьбы за земли Западной Руси, продвижения Унии и подавления восстаний православного населения.

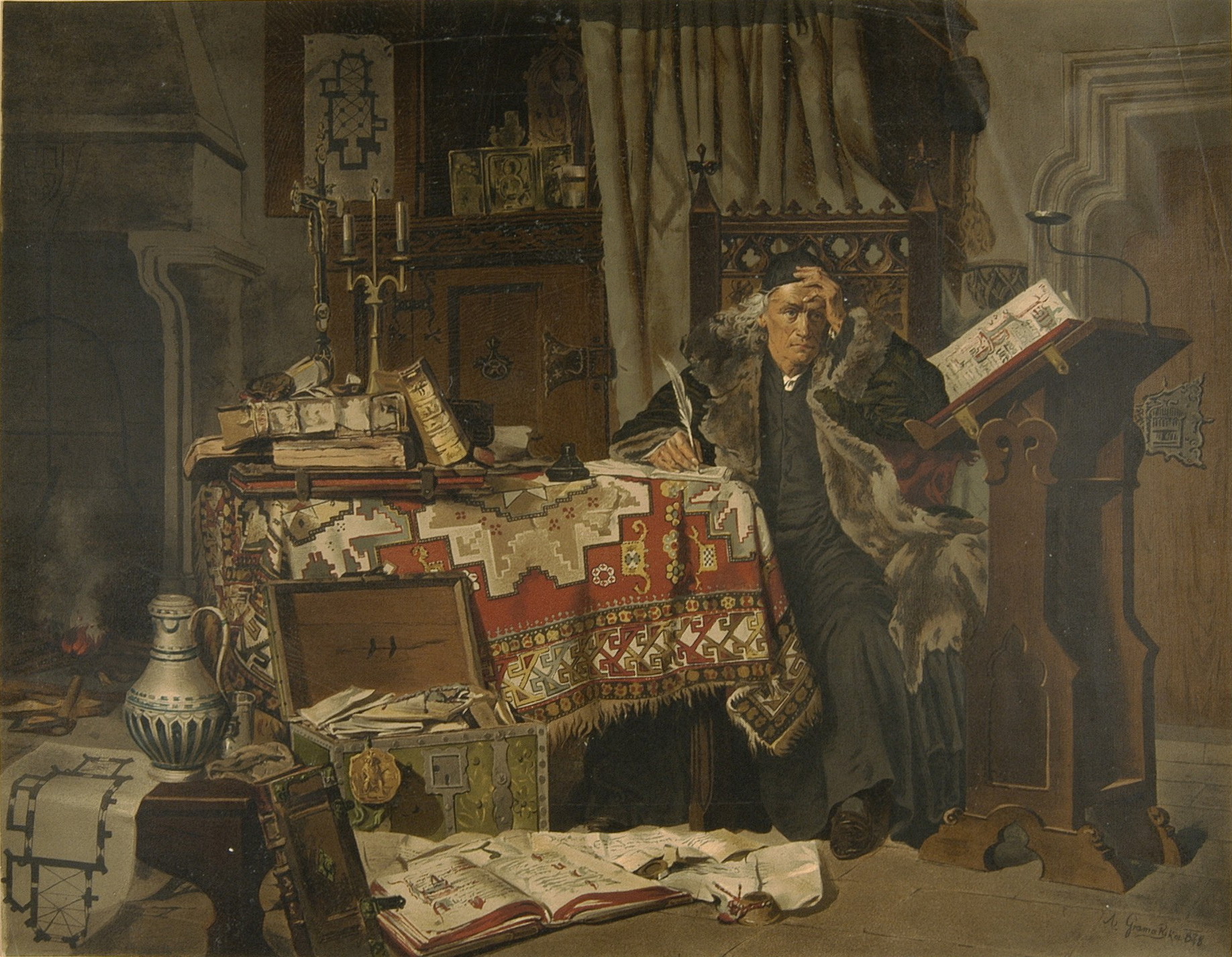
«Ян Длугош». Худ. Антонуш Грамматика (1878).

Функциональность полоноцентричных концепций Длугоша и его последователей была весьма высокой. В результате их популяризации в трудах историков XVI века в историческом сознании не только польских, но и европейских элит закрепился стереотип необратимости подчинения русских земель Польше, что способствовало развитию комплекса превосходства польских политических и культурных ценностей, обернувшегося в свою очередь принижением роли цивилизационного потенциала восточного славянства. Сочинения польских историков получили широкое распространение в европейских странах благодаря использованию потенциала книгопечатания и латинского языка как языка международного общения европейских интеллектуалов. Немаловажную роль играло и то, что европейские учёные, в отличие от польских авторов, не имели доступа к русским летописям и полностью полагались на полоноцентричные интерпретации истории Руси. В некоторой степени этому тренду противодействовали немногочисленные «сказания иностранцев» — труды путешественников на Русь, такие как трактат Герберштейна, разъясняющих связи Русского государства с древнерусским наследием. В целом же, польская точка зрения на историю Руси стала одной из причин формирования преимущественно негативного образа России в европейской историографии Нового времени.

## Дифференциация русского населения
Историк Борис Флоря связывает этническую дифференциацию русинов на украинцев и белорусов с последствиями Люблинской унии, когда за Великим княжеством Литовским осталась лишь часть его русских земель, а другая часть отошла к польской Короне. Границы этнических земель обоих восточнославянских народов практически совпадают с границами обеих составных частей Речи Посполитой. Причиной тому стали, по мнению Флори, различные общественные порядки на польских и литовских землях. Таким образом, Польская Русь после Люблинской унии выступает как колыбель украинского народа. Существуют, однако, и другие концепции этногенеза обоих народов, не основывающиеся на разграничении между Польской и Литовской Русью.